# Cikánov

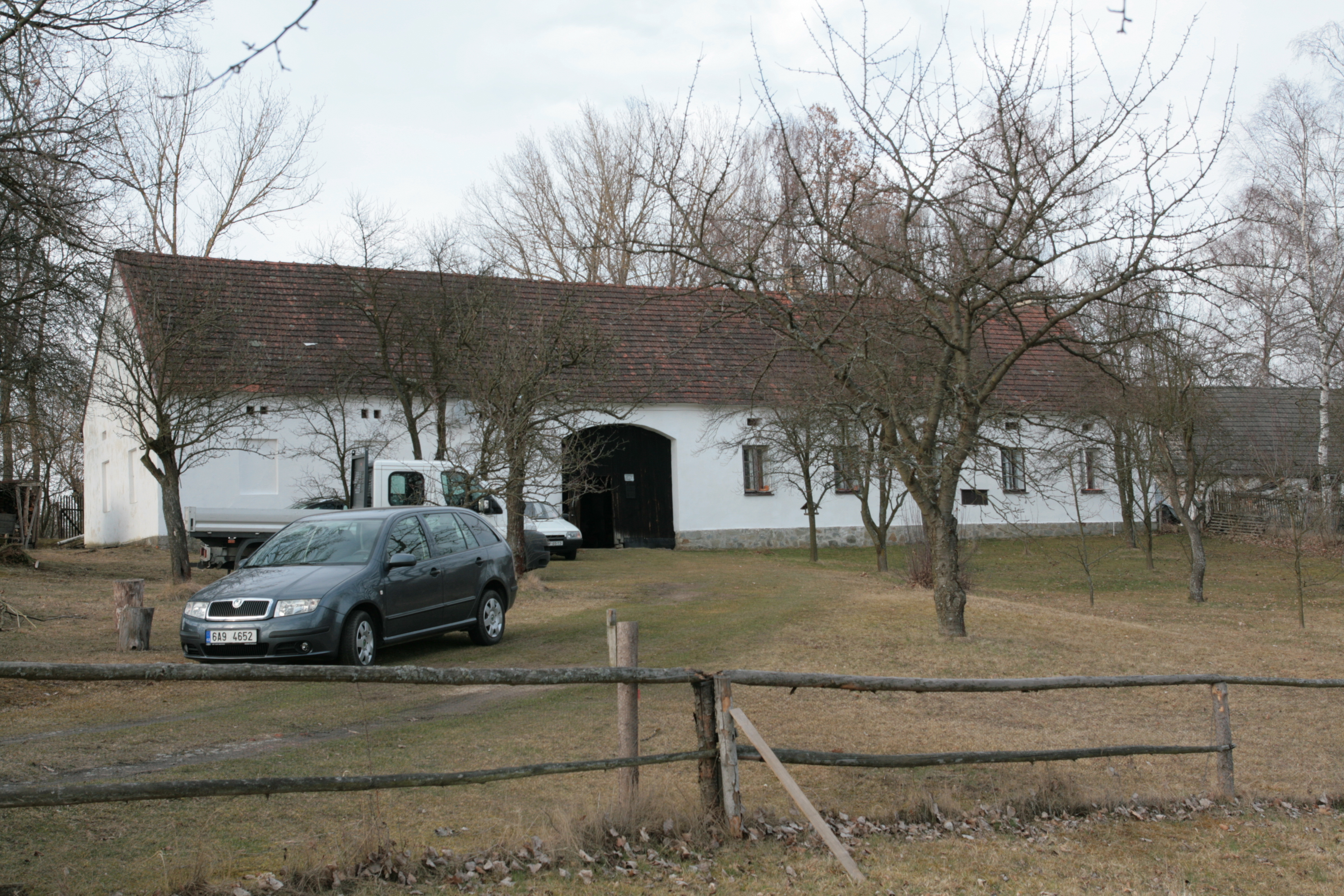
Haus Nr. 37

Cikánov ist eine Ansiedlung des Ortsteiles Vrcov der Stadt Borovany in Tschechien. Sie liegt drei Kilometer nordöstlich von Borovany in Südböhmen und gehört zum Okres České Budějovice.

## Geographie
Cikánov befindet sich am Südrand des Cikánovský les (Zigeunerwald).
Nachbarorte sind Slavošovice im Norden, Petrovice im Nordosten, Lhota im Südosten, Vrcov im Süden, Chrastí und Růžov im Westen sowie Ledenice im Nordwesten.

## Geschichte
Seit dem 15. Jahrhundert bestand nördlich von Vrcov ein Freihof der Familie Cikán. Kaiser Rudolf II. überließ den Hof des Freibauern Martin Cikán im Jahre 1579 erblich den Herren von Rosenberg. Wilhelm von Rosenberg schenkte den Hof 1586 zusammen mit Vrcov dem Krumauer Jesuiten-Collegium, das die Güter ab 1626 mit dem neuerworbenen Gut Římov vereinte. Nach der Aufhebung des Jesuitenordens fielen die Güter 1773 dem Religionsfonds zu. Dieser ließ den Hof 1777 aufheben und im Zuge der Raabisation parzellieren. Durch Cikánov führte die Wiener Straße von Ledenice über Vrcov nach Lhota.
Nach der Aufhebung der Patrimonialherrschaften gehörte Cikánov ab 1850 als Teil von Vrcov zur Gemeinde Hluboká im Gerichtsbezirk Schweinitz. 1868 wurde Cikánov dem Bezirk Budweis zugeordnet. Ab 1908 bildete die Ansiedlung einen Teil der Gemeinde Vrcov. Mit Beginn des Jahres 1963 wurde Cikánov zusammen mit Vrcov nach Borovany eingemeindet.

## Sehenswürdigkeiten
- Kapelle